# Jogos do Sudeste Asiático de 1993
Os Jogos do Sudeste Asiático de 1993 foram a 17ª edição do evento multiesportivo, realizado na cidade de Singapura, em Singapura, entre os dias 12 e 20 de junho.

## Países participantes
Oito países participaram do evento:
- Laos
- Tailândia
- Myanmar
- Malásia
- Singapura
- Indonésia
- Filipinas
- Vietname

## Modalidades
Foram disputadas 29 modalidades nesta edição dos Jogos:
| - Atletismo - Badminton - Barco Dragão - Basquete - Bilhar - Boliche - Boxe - Caratê - Ciclismo - Esgrima - Esportes aquáticos - Fisiculturismo - Futebol - Ginástica - Golf | - Judô - Levantamento de peso - Remo - Sepaktakraw - Silat - Squash - Taekwondo - Tênis - Tênis de mesa - Tiro - Tiro com arco - Vela - Vôlei - Wushu |

## Quadro de medalhas
País sede destacado.
| Ordem | País      | Medalha de ouro | Medalha de prata | Medalha de bronze |       |
| ----- | --------- | --------------- | ---------------- | ----------------- | ----- |
| 1     | Indonésia | 88              | 81               | 84                | 253   |
| 2     | Tailândia | 63              | 70               | 63                | 196   |
| 3     | Filipinas | 57              | 59               | 72                | 188   |
| 4     | Singapura | 50              | 40               | 74                | 164   |
| 5     | Malásia   | 43              | 45               | 65                | 153   |
| 6     | Vietname  | 9               | 6                | 19                | 34    |
| 7     | Myanmar   | 8               | 13               | 1                 | 22    |
| 8     | Laos      |                 | 1                |                   | 1     |
| TOTAL | TOTAL     | 318             | 315              | 378               | 1 011 |